# 향소목
향소목은 바둑판의 두 귀에 서로 마주보는 형태로 놓인 두 개의 소목이다. 향소목은 먼저 굳히거나(굳힘) 또는 걸치는 쪽(걸침)이 유리하다.